# Złoty Wiek Hiszpanii

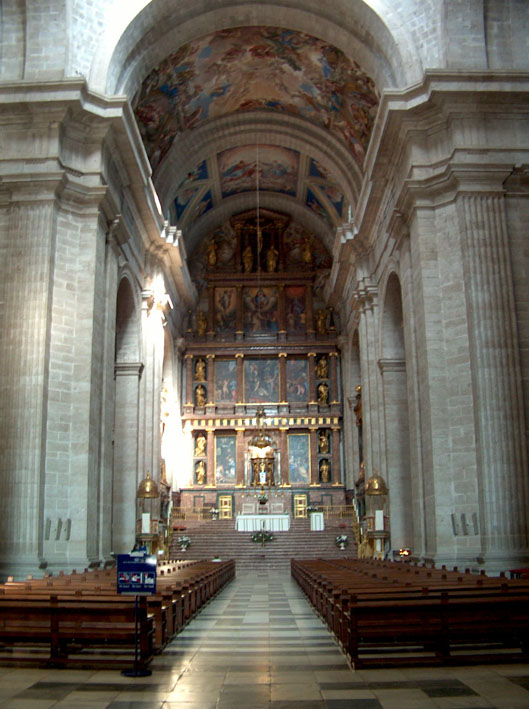
Nawa główna bazyliki w Eskurialu

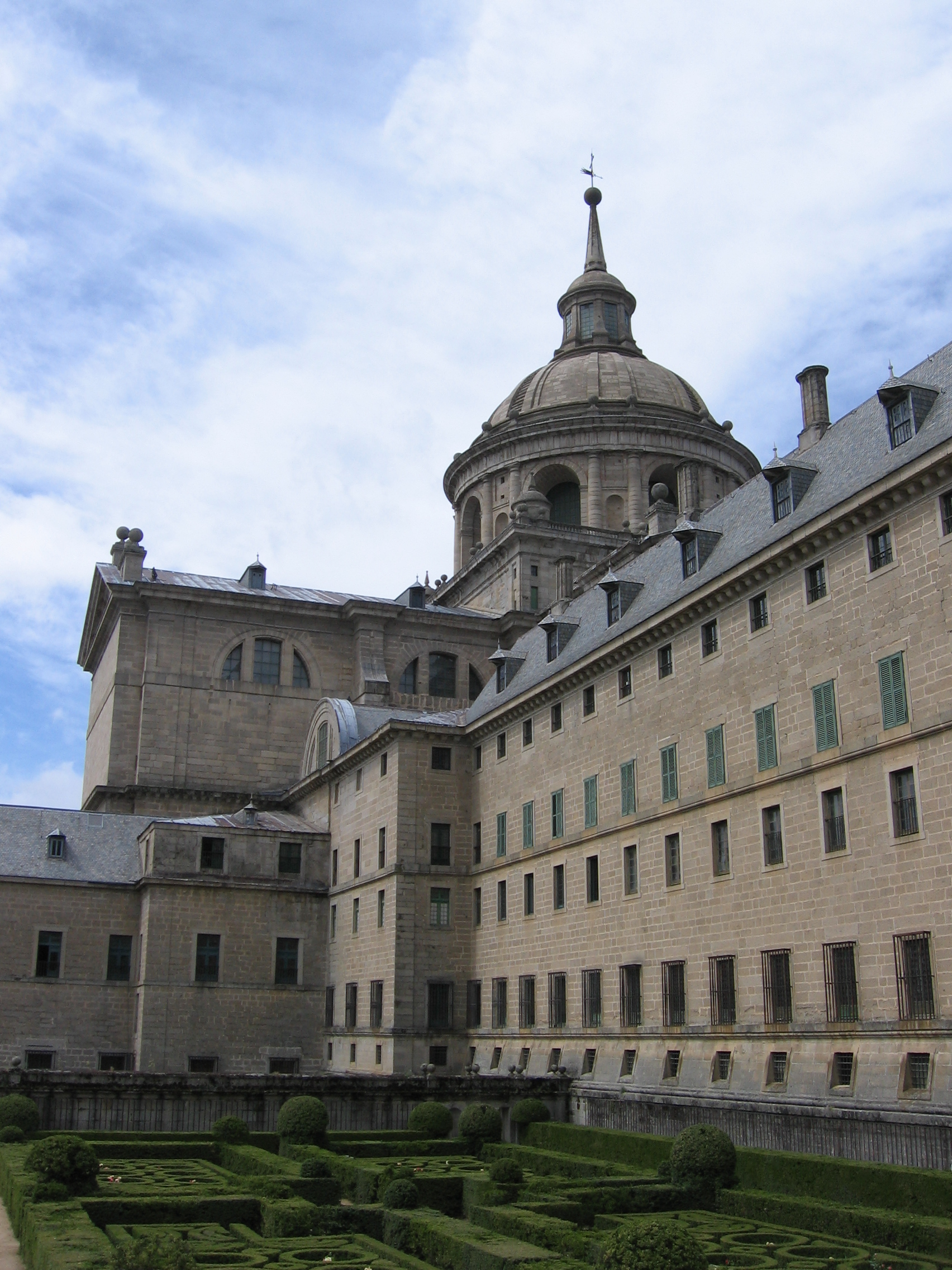
Ogrody Eskurialu

Hiszpański Złoty Wiek (hiszp. Siglo de Oro) – okres rozkwitu sztuki i literatury hiszpańskojęzycznej, tak w samej Hiszpanii, jak i w Ameryce Łacińskiej w XVII wieku. Zbiegł się on z politycznym upadkiem Habsburgów (Filip III, Filip IV i Karol II). Za zakończenie okresu Złotego Wieku przyjmuje się datę śmierci meksykańskiej siostry zakonnej, Juany Inés de la Cruz, zmarłej w 1695 roku — ostatniej wielkiej pisarki tego czasu.
Habsburgowie, zarówno w Hiszpanii, jak i w Austrii, byli wielkimi mecenasami sztuki. Siedzibę królewską w Madrycie – Alkazar, zdobiły najwybitniejsze dzieła sztuki. Eskurial, przypominający klasztor pałac królewski, zbudowany na żądanie króla Filipa II, przyciągał największych europejskich malarzy i architektów. Podobnie pałac Buen Retiro wzniesiony pół wieku później i Salon Królestw tegoż pałacu. Diego Velázquez, uznawany za jednego z najbardziej znaczących malarzy europejskich, ceniony bardzo już za życia, cieszył się przyjaźnią i szacunkiem króla Filipa IV i jego pierwszego ministra, księcia Olivaresa. El Greco, inny znany artysta tego okresu, zaszczepił na hiszpańskim gruncie styl włoskiego renesansu i współtworzył unikatowy charakter malarstwa hiszpańskiego. W tymże czasie zostały stworzone najbardziej cenione arcydzieła hiszpańskiej muzyki – przez kompozytorów takich jak Tomás Luis de Victoria, Luis de Milán i Alonso Lobo, którzy przyczynili się do ukształtowania się muzyki renesansowej z kontrapunktem i wielochórowością. Wywarli tym swój wpływ na muzykę barokową. Kwitła też w owym czasie literatura – z najsławniejszymi przejawami w postaci dzieł Miguela de Cervantesa – autora powieści Przemyślny szlachcic Don Kichote z Manchy i Lope de Vegi – największego hiszpańskiego dramaturga, autora ponad czterystu sztuk zachowanych po dziś dzień, zaś prawdopodobnie rzeczywista liczba stworzonych przez niego utworów sięgała tysiąca.

## Malarstwo
Hiszpania w okresie włoskiego renesansu rzadko gościła w swych granicach wielkich artystów. Włoskie powiązania małżonka królowej Izabeli, a później samodzielnego władcy Hiszpanii, Ferdynanda Aragońskiego, zapoczątkowały stały przepływ dóbr kultury po obszarze śródziemnomorskim – pomiędzy Walencją, Sewillą i Florencją. Wzrósł on jeszcze bardziej wraz ze zwiększeniem wpływów hiszpańskich w Europie, szczególnie we Włoszech.

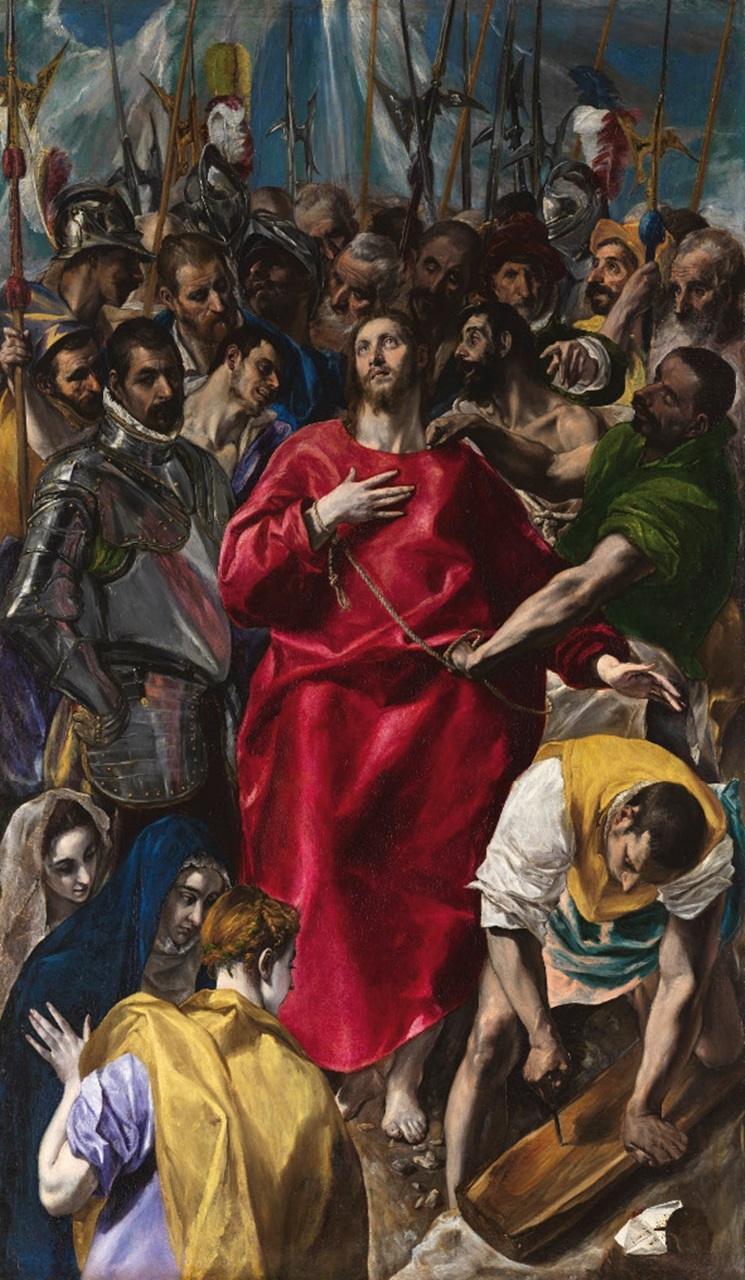
Obnażenie z szat (Expolio), El Greco

Luis de Morales, jeden z największych przedstawicieli hiszpańskiego malarstwa manierystycznego, utrzymał w swych dziełach charakterystyczny styl, z wpływami sztuki średniowiecznej. Sztuka hiszpańska, zwłaszcza w wydaniu Moralesa, była nacechowana mistycyzmem i pierwiastkiem religijnym, które to nasycenie spotęgowała jeszcze kontrreformacja, a także mecenat ze strony rzymskokatolickich władców i arystokratów.
Uważany za malarza, który najbardziej przyczynił się do przeniesienia wpływów włoskiego renesansu na hiszpański grunt El Greco (hiszp. Grek), jak sam przydomek wskazuje, nie był Hiszpanem. Urodził się na Krecie jako Domenikos Theotokopoulos. Poznał malarstwo wielkich artystów włoskich tamtego okresu, takich jak Tycjan, Tintoretto i Michał Anioł, gdy mieszkał we Włoszech w latach 1568–1577. Według anegdoty, gdy stwierdził, że jest w stanie namalować fresk tak dobrze jak sam Michał Anioł, gdy jedno z dzieł tego ostatniego zostanie zniszczone, popadł w niełaskę i przeniósł się na południe Hiszpanii, do Toledo. Stworzył styl przepełniony emocjami, z obrazami o żywych kolorach, tworzonych energicznymi pociągnięciami pędzla, z postaciami o wydłużonych palcach. Jego obrazy przedstawiające Toledo stały się wzorcem dla europejskiej tradycji pejzażowej i wywarły wpływ na późniejsze malarstwo holenderskie.

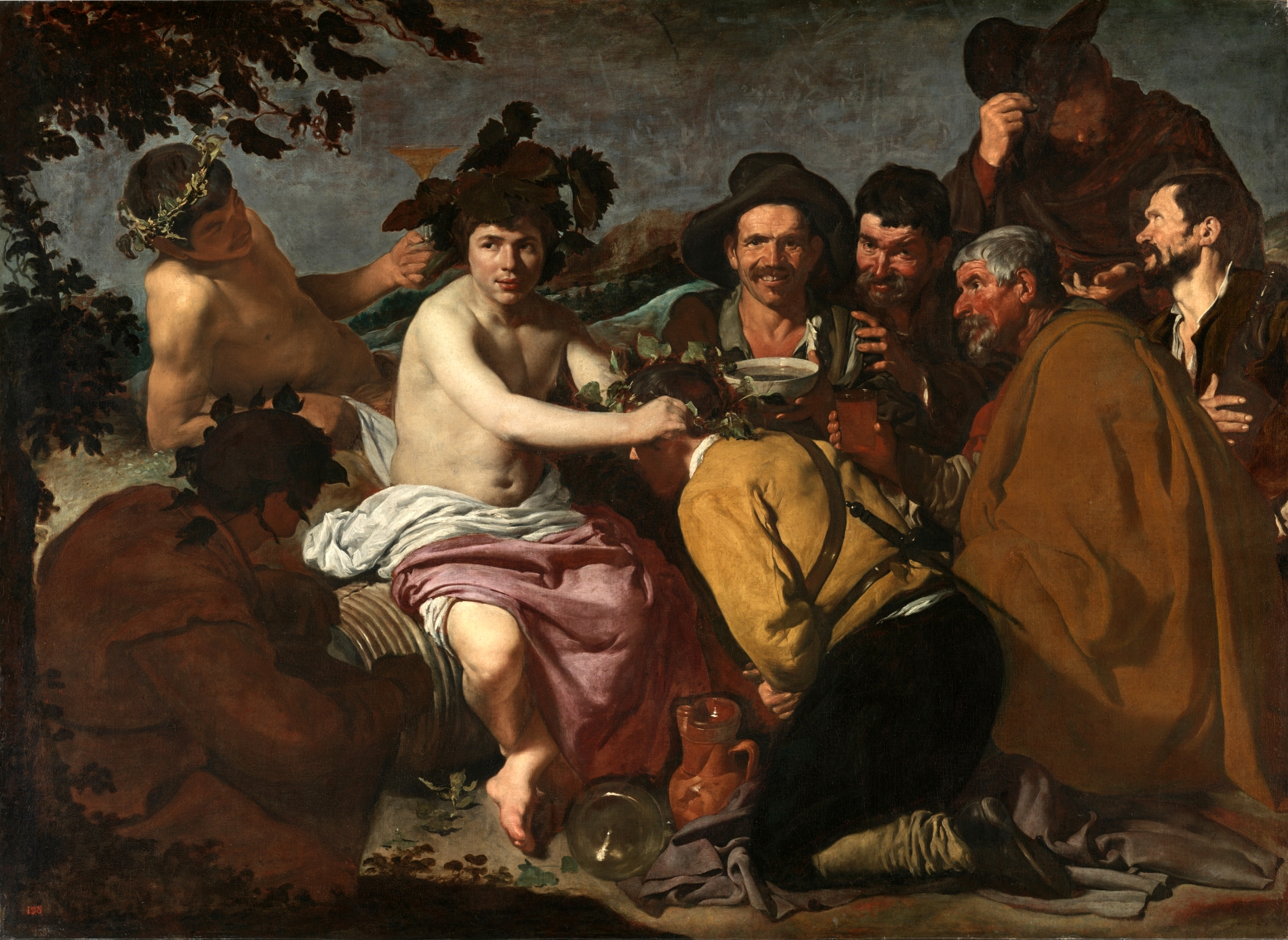
Bachus wśród pijaków, Velázquez

Urodzony w 1599 roku Diego Velázquez jest uważany za jednego z najbardziej wpływowych artystów hiszpańskich. Był nadwornym malarzem króla Filipa IV, a portrety jego autorstwa cieszyły się szerokim popytem wśród mężów stanu, arystokratów i duchowieństwa w Europie. Portrety króla, księcia Olivaresa i samego papieża Innocentego X cechuje głęboki realizm artystyczny i styl odzwierciedlany też później w dziełach mistrzów holenderskich. Podczas wojny trzydziestoletniej Velázquez towarzyszył markizowi de Spinola w kampanii w Niderlandach, kiedy to namalował słynne Poddanie Bredy. Potrafił zarówno w portretach, jak i pejzażach wyrazić emocje poprzez rzeczywistość. W przypadku pejzaży jako jeden z pierwszych zaczął eksperymentować z naturalnym zewnętrznym światłem, co nie pozostało bez wpływu na malarstwo Zachodu. Przyjaźń z Bartolomé Estebanem Murillo, wybitnym malarzem pokolenia następującego po Velázquezie, jeszcze bardziej utrwaliła jego wpływy w sztuce.

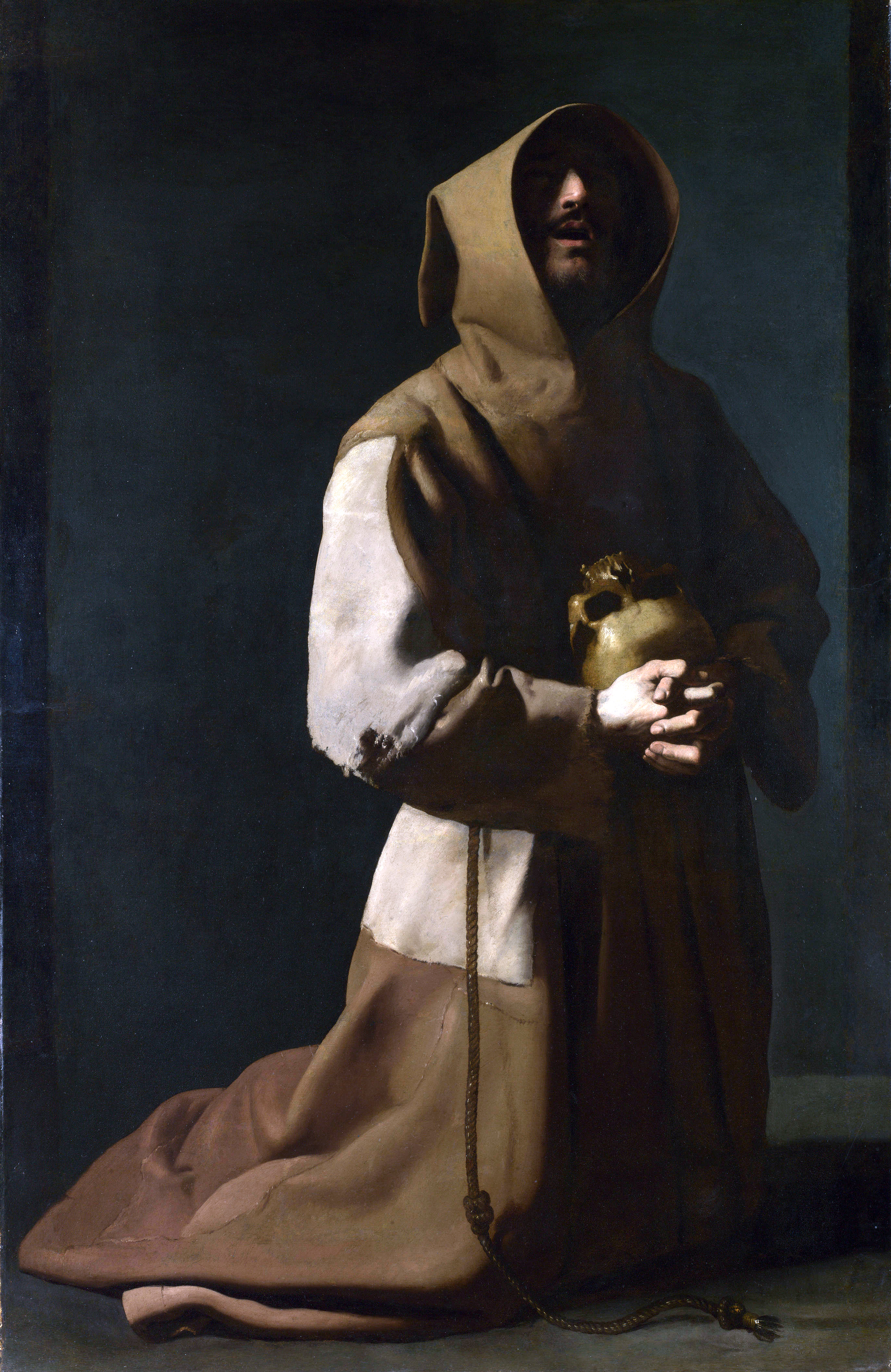
Klęczący św. Franciszek, Zurbarán

Pierwiastek religijny w hiszpańskiej sztuce zyskał jeszcze większe znaczenie wraz z kontrreformacją. Surowe i ascetyczne dzieła Francisco de Zurbarána i kompozycje muzyczne Tomása Luisa de Victorii to dobitne przykłady tej tendencji. Filip IV był aktywnym mecenasem artystów, którzy podzielali jego poglądy na kontrreformację i religię. Mistycyzm prac Zurbarána, tworzonych pod wpływem św. Teresy z Avili, stał się cechą charakterystyczną sztuki hiszpańskiej późniejszych pokoleń. Na wzór Caravaggia i włoskich mistrzów Zurbaràn poświęcił się artystycznemu wyrażaniu wiary i religijności. Jego malowidła św. Franciszka z Asyżu, Niepokalanego poczęcia i ukrzyżowania Chrystusa odzwierciedlały aspekt hiszpańskiej kultury zwrócony przeciwko wojnom religijnym w Europie. Zurbaràn odciął się od realistycznej interpretacji sztuki Velazqueza, zwracając się raczej ku emocjonalnemu przesłaniu El Greco i wcześniejszych malarzy manierystycznych w kwestii inspiracji i techniki. Utrzymał jednak grę światła i istotę fizycznych detali typowe dla Velazqueza.

## Muzyka
Muzyka Hiszpanii tego okresu była, podobnie jak malarstwo, przesiąknięta religią. Tomás Luis de Victoria, szesnastowieczny kompozytor m.in. muzyki chóralnej, uznawany jest za jednego z największych hiszpańskich twórców muzyki poważnej. Przyłączył się do walki Ignacego Loyoli z reformacją i w 1575 został kapłanem. Przez krótki okres mieszkał we Włoszech, gdzie zaznajomił się z polifonicznymi kompozycjami Giovanniego da Palestriny. Podobnie jak Zurbaran, Victoria łączył w swych dziełach cechy techniki sztuki włoskiej z religijnością i kulturą ojczystej Hiszpanii. Ożywiał swe utwory emocjonalnością i eksperymentalnym, mistycznym rytmem i refrenami. Wyłamał się z dominującej tendencji mu współczesnych, unikając kontrapunktu, wybierając dłuższe, prostsze, mniej urozmaicone technicznie i bardziej tajemnicze melodie, stosując dysonans w sposób, od którego stroniła szkoła rzymska. Wykazał się sporą inwencją w swej myśli muzycznej, łącząc ton i emocje muzyki z tekstem, zwłaszcza w motetach. Podobnie jak Velázquez, Victoria był na usługach monarchy – w przypadku Victorii była to królowa. Requiem, które napisał po jej śmierci w 1603, jest uważane za jego najtrwalsze i najdojrzalsze dzieło.

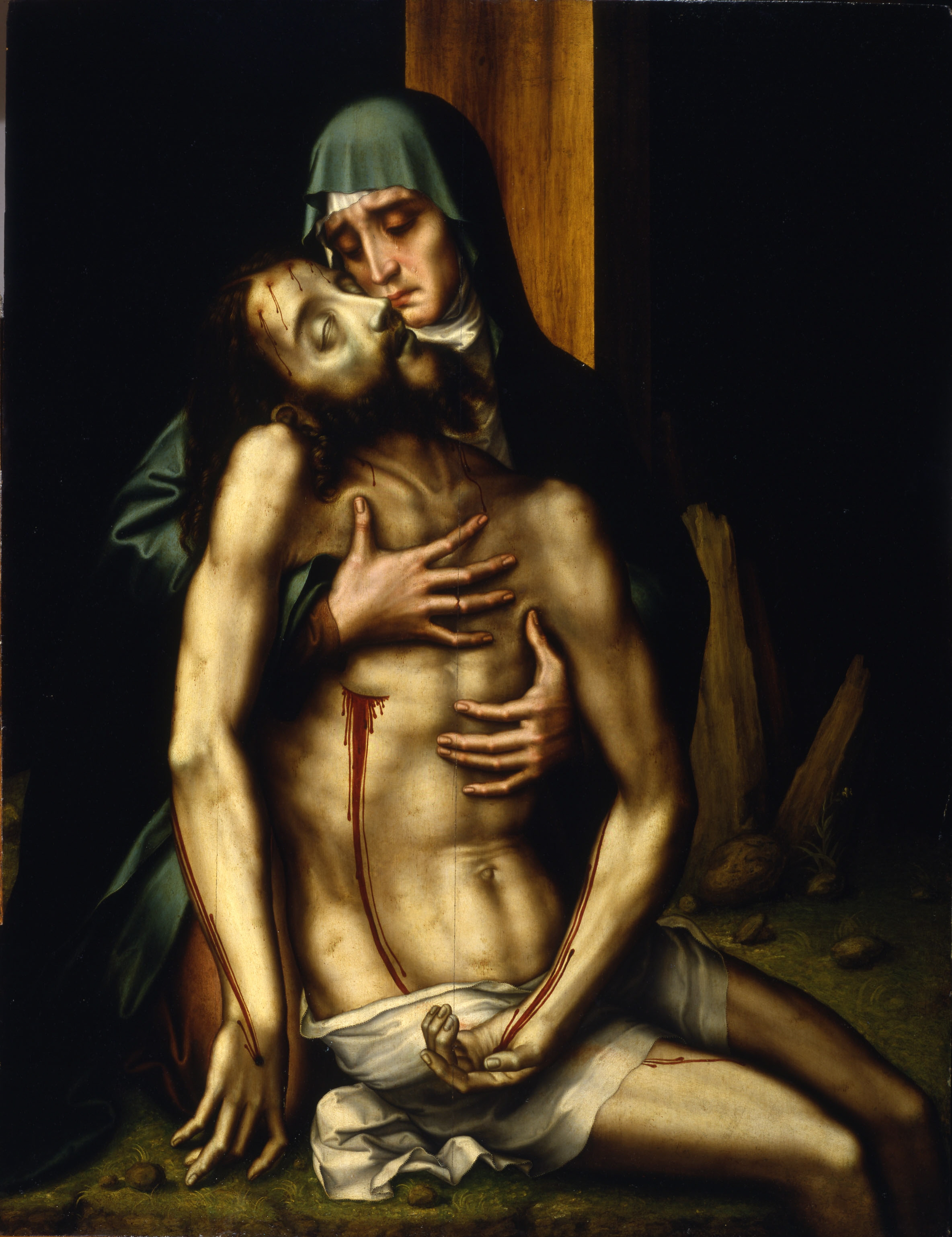
Pietà, Luis de Morales

W podobnym duchu komponował Alonso Lobo – człowiek, którego Victoria szanował jako równego sobie. Jego dzieła obrazowały surowy i minimalistyczny charakter muzyki religijnej. Lobo znalazł środek pomiędzy emocjonalną intensywnością Victorii i umiejętnościami technicznymi Palestriny – to właśnie rozwiązanie stało się fundamentem stylu barokowego w muzyce hiszpańskiej.
Pierwszy znany zbiór utworów hiszpańskiej muzyki gitarowej przypisywany jest Luisowi de Milán, a pochodzi z 1536 roku. Luis de Milán był na usługach książęcego dworu w Walencji. Przyczynił się do przeniesienia muzyki gitarowej do wyższych sfer – do tej pory bowiem była ona przypisana bardziej plebejskiej wsi, niż dworowi. Utwory de Milána wprowadziły hiszpańską gitarę pomiędzy arystokratów i kupców, którzy następnie spopularyzowali ów styl w całej Europie. Muzyka gitarowa, o kształcie wypracowanym przez de Milána, odrodziła się ponownie w XIX wieku i pozostała rozpoznawalnym elementem hiszpańskiej kultury po dziś dzień.

## Literatura

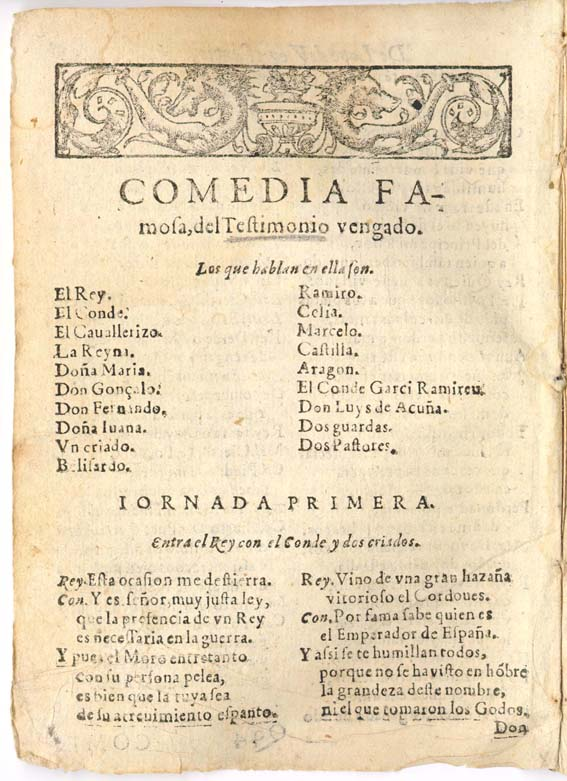
Strona tytułowa komedii Lope de Vegi

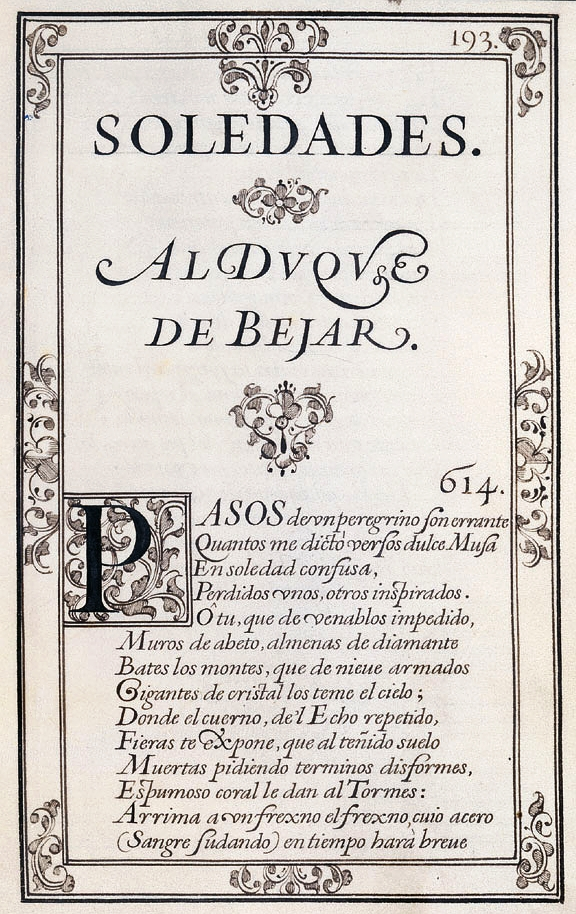
Strona tytułowa Las Soledades Góngory

Uważana za jedno z najznamienitszych dzieł hiszpańskojęzycznych powieść Don Quixote Miguela de Cervantesa, była zarazem jedną z pierwszych powieści wydanych w Europie. Sama powieść, jak i jej autor, pozostawali gdzieś pomiędzy światem średniowiecza i ówczesnym. Cervantes, weteran bitwy pod Lepanto (1571), znalazł się w trudnej sytuacji materialnej w końcu lat 90. i został uwięziony za długi w 1597. Wtedy to rozpoczął pracę nad swą niezapomnianą powieścią. Jej ostatnia część została wydana na rok przed jego śmiercią, w 1615 roku. Utwór przywodzi na myśl zarówno średniowieczne romanse rycerskie, jak i wczesne powieści współczesnej literatury. Parodiuje klasyczną moralność i rycerskość, naśmiewa się ze stanu rycerskiego i krytykuje struktury oraz swoiste szaleństwo hiszpańskiego sztywnego i surowego społeczeństwa. Dzieło to stanowi kamień milowy w historii literatury, mając swe interpretacje w komediach, poprzez komentarz socjologiczny, aż do polityki. Wśród ogromnej rzeszy barokowych pisarzy hiszpańskich wyróżnia się jeszcze Francisco de Quevedo.
Współczesny Cervantesowi dramaturg Lope de Vega jest najbardziej znany ze swych sztuk osadzonych w historii Hiszpanii. Także i on służył w hiszpańskiej armii i był zafascynowany tradycją szlachetnych stanów. W setkach swoich utworów dramatycznych, o przeróżnych miejscach akcji – od biblijnych, poprzez te będące tłem historycznych wydarzeń w Hiszpanii, po znane z klasycznej mitologii i czasów mu współczesnych, cechował się komicznym podejściem – podobnie jak Cervantes. Odziewał bowiem konwencjonalny moralitet w humor, a nawet cynizm. Jego głównym celem było rozbawienie publiczności. Poprzez zestawienie moralitetu, komedii, dramatu i ciętego języka Lope de Vega bywa porównywalny ze współczesnym mu Shakespeare’em. Jako krytyk społeczeństwa de Vega, podobnie jak Cervantes, atakował wiele tradycyjnych instytucji swego kraju, jak np. arystokrację, rycerstwo, surową moralność. Ci dwaj twórcy prezentowali alternatywną w stosunku do religijnego ascetyzmu Zurbarana perspektywę artystyczną. Sztuki płaszcza i szpady Lope de Vegi łączyły w sobie intrygę, romans i komedię, który to trend był kontynuowany przez jego literackiego następcę, Pedro Calderóna de la Barcę.
Lirykę reprezentował Luis de Góngora y Argote, twórca poezji odwołującej się do erudycji czytelnika, jego znajomości kultury klasycznej, obfitującej w odwołania do łaciny i greki, bogatej w liczne środki stylistyczne, a jednocześnie bardzo melodyjnej i płynnej.